# Cazalla de la Sierra
Cazalla de la Sierra és una localitat de la província de Sevilla, Andalusia, Espanya. L'any 2005 tenia 5.161 habitants. La seva extensió superficial és de 352 km² i té una densitat de 14,7 hab/km². Les seves coordenades geogràfiques són 37° 55′ N, 5° 45′ O. Està situada a una altitud de 595 metres i a 89 kilòmetres de la capital de la província, Sevilla.

## Demografia
| 1996  | 1998  | 1999  | 2000  | 2001  | 2002  | 2003  | 2004  | 2005  | 2006 |
| ----- | ----- | ----- | ----- | ----- | ----- | ----- | ----- | ----- | ---- |
| 5.229 | 5.242 | 5.198 | 5.177 | 5.154 | 5.174 | 5.177 | 5.204 | 5.161 | 5153 |